# Krishna Hutheesing
Krishna Nehru Hutheesing (Allahabad, 2 de noviembre de 1907 - Londres 9 de noviembre de 1967) fue una escritora india, la hermana menor de Jawaharlal Nehru y Vijaya Lakshmi Pandit, y parte de la familia Nehru-Gandhi.

## Biografía

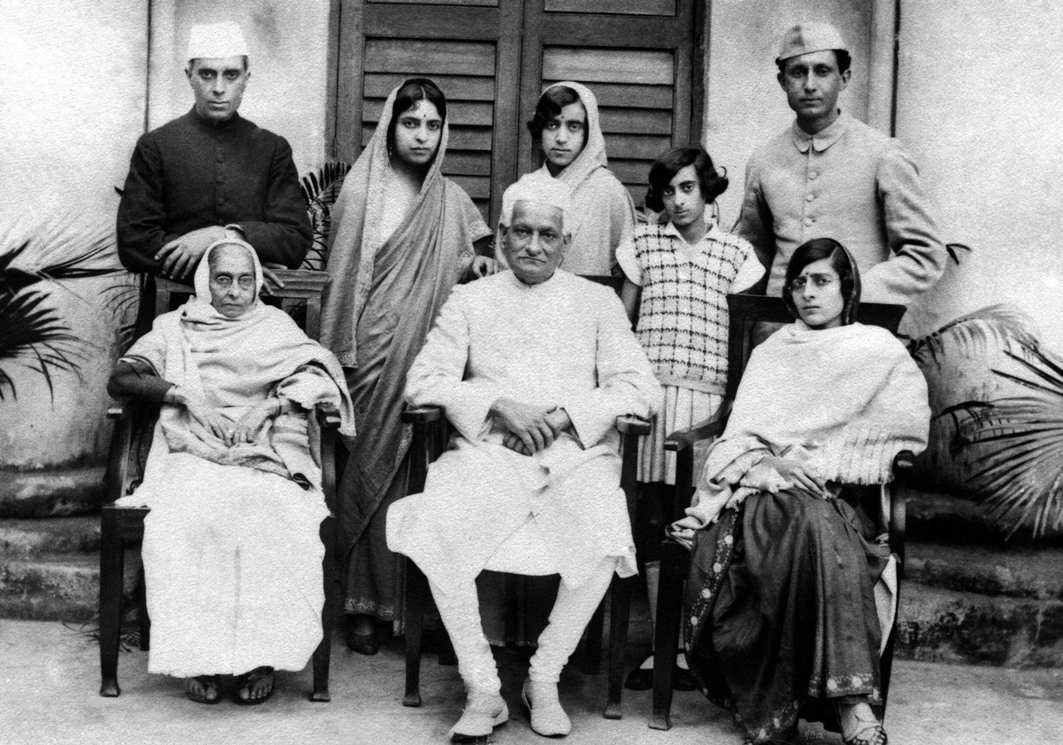
La familia de Motilal Nehru, que está sentado en el centro. De pie (de izquierda a derecha) Jawaharlal Nehru, Vijaya Lakshmi Pandit, Krishna Hutheesing, Indira Gandhi y Ranjit Sitaram Pandit; Sentados: Swarup Rani, Motilal Nehru y Kamala Nehru (hacia 1927).

Nacida como Krishna Nehru, en Mirganj, Allahabad, hija de Motilal Nehru, un activista por la independencia de la India y líder del Congreso Nacional Indio, y Swarup Rani. Contrajo matrimonio con Gunottam (Raja) Hutheesing, quien pertenecía a una familia Jain de Ahmedabad, que construyó el Templo Hutheesing. A fines de la década de 1950, su marido se convirtió en crítico de Jawaharlal, hermano de Krishna. Esto llevó a Raja a apoyar al exgobernador general C. Rajagopalachari en 1959, para formar un partido político conservador que apoyaba el libre mercado, conocido como el Partido Swatantra.

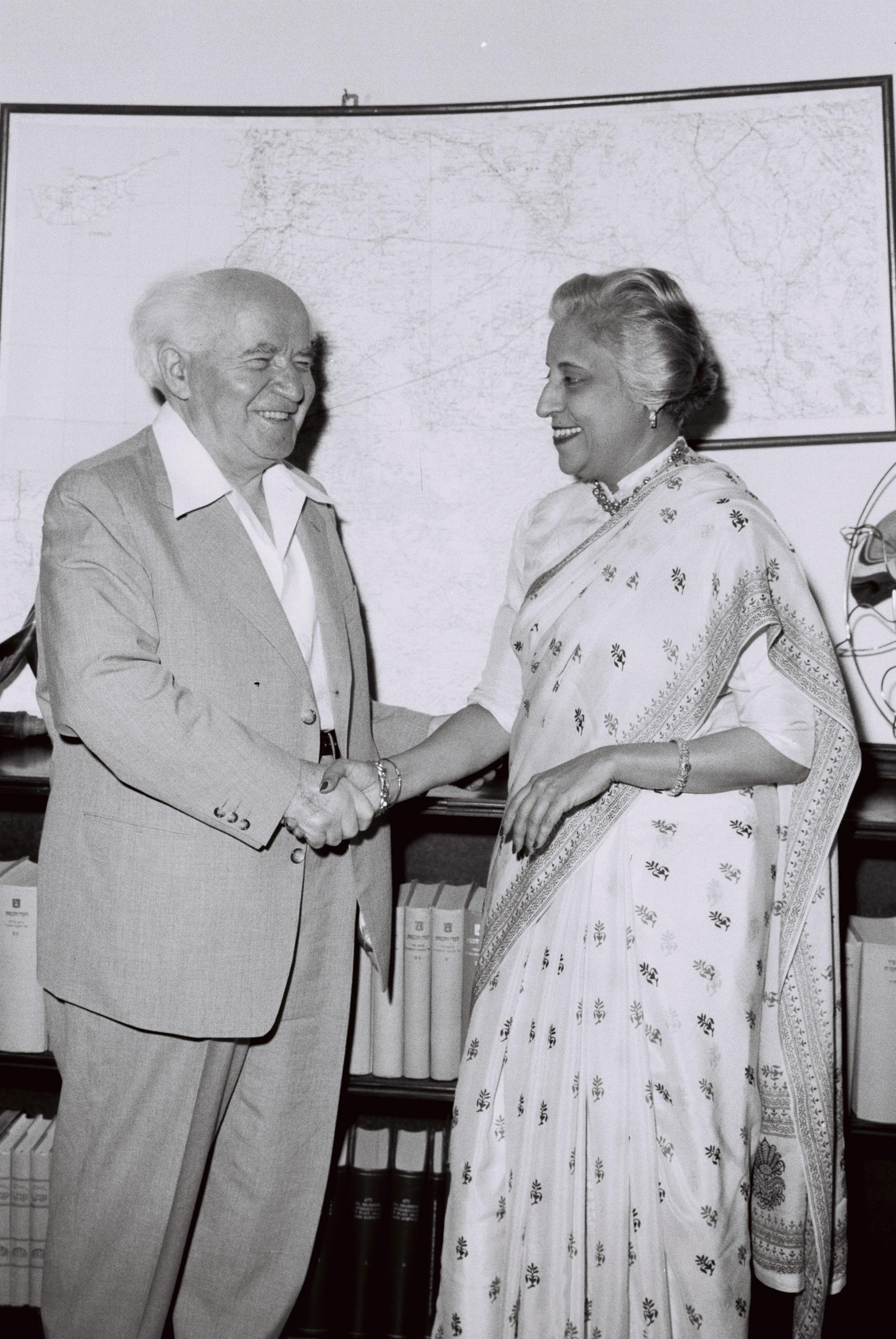
Krishna Hutheesing en Israel, reuniéndose con David Ben-Gurion, primer Primer Ministro de Israel (1958)

Ella y su esposo lucharon por la independencia de la India y pasaron mucho tiempo en la cárcel. Los periodos de Raja en la cárcel coincidieron con la crianza de sus dos hijos pequeños, Harsha Hutheesing y Ajit Hutheesing.[cita requerida]
En 1950, Krishna y su esposo recorrieron los Estados Unidos en una gira de conferencias. A fines de mayo de 1958, Krishna pasó tres días en Israel. Su anfitrión fue Yigal Alon, quien un año antes había fundado la Liga de la Amistad Israel-India. Alon usó esta esa institución como herramienta para eludir la política del entonces gobierno indio de evitar las relaciones diplomáticas directas entre estos dos estados.
Krishna documentó su vida, así como la vida de su hermano, Jawaharlal y su sobrina, Indira Gandhi, en una serie de libros que entrelazan la historia con anécdotas personales, incluidos We Nehrus, With No Regrets - An Autobiography, y Dear to Behold: An Intimate Portrait of Indira Gandhi.
Su esposo, Raja Hutheesing, también escribió libros: The Great Peace: An Asian's Candid Report on Red China (1953), Window on China (1953) y Tibet fights for freedom: the story of the March 1959 uprising (1960).
Krishna también colaboró con la emisora estadounidense Voz de América y dio varias charlas. 
Murió en Londres en 1967.

## Obras
- With No Regrets - An Autobiography, 1945.[9]
- The Bride's Book of Beauty, 1947.
- Shadows on the wall, 1948.[10]
- The Story of Gandhiji, 1949.[11]
- We Nehrus, 1967.[12]
- Dear to Behold: An Intimate Portrait of Indira Gandhi, 1969.[13]